# Майли Сайръс
Майли Рей Сайръс (на английски: Miley Ray Cyrus; родена Дестини Хоуп Сайръс, псевдоним Miley Cyrus) е американска певица, композиторка и актриса. Става известна с ролята си на Майли Стюърт в сериала Хана Монтана, която през нощта е поп звездата Хана Монтана. След успеха му, през октомври 2006 г., излиза саундтракът на CD, където изпява осем песни от шоуто. Кариерата ѝ на певица започва, след като тя издава албума Meet Miley Cyrus на 23 юни 2007 г. Нейният втори албум Breakout, който няма нищо общо с Хана Монтана, излиза на 22 юли 2008 г. Двата албума дебютират на първо място в Billboard 200. Първият ѝ EP диск The Time of Our Lives е издаден на 28 август 2009 г. Пилотният сингъл Party in the U.S.A. е най-високо изкачилият се сингъл на Сайръс и най-бързо продадената песен на Hollywood Records, достигайки второ място в Billboard Hot 100. Изпълнителката може да се похвали с множество хитове през кариерата ѝ. Flowers и Wrecking Ball са част от най-големите песни на Сайръс.
През 2008 г. тя снима филм за турнето си Hannah Montana & Miley Cyrus: Best of Both Worlds Concert. Сайръс записва песента I Thought I Lost You към саундрака на анимационния филм Гръм и тя ѝ носи номинация за Златен глобус. През 2009 г. Майли изиграва ролята на Хана Монтана и във филм, основан на сериала, озаглавен Хана Монтана: Филмът. През 2008 г. списание Тайм я класира като една от 100-те най-влиятелни личности на света, а в подобна класация на списание Форбс е на 35-о място, печелейки 25 милиона приходи, през 2009 г. е на 29-о място.

## Биография
Майли Рей Сайръс е родена на 23 ноември 1992 г. във Франклин, щата Тенеси, и е дъщеря на Летиша Джийн „Тиш“ и кънтри певеца Били Рей Сайръс, известен с песента си Achy Breaky Heart. Родителите на Майли са я кръстили Дестини (Съдба) Хоуп (Надежда), защото те вярвали, че тя ще направи велики неща. Прякорът ѝ е Smiley („Смайли“), което по-късно се превръща в Майли, идва от това, че като малка тя се усмихвала много. Сайръс е израснала във ферма във Франклин, Тенеси, на около час път от Нашвил, и е посещавала училището Heritage Elementary School. Тя е християнка, кръщавана е през 2005 г. Редовно посещавала църква като малка и носи пръстен на непорочността. Страда от леко сърдечно заболяване, което причинява тахикардия.
Въпреки че компанията на Били Рей не е съгласна, година след раждането на Майли на 28 декември 1993 г., родителите ѝ тайно се женят. Тиш има две деца от предишен брак: Трейс и Бранди. Били Рей ги осиновил, когато били малки. Майли има и полубрат, Кристофър Коди, който е син на Били Рей от предишна връзка. Родителите на Сайръс имат още две деца: Брейзън и Ноа. Кръстница на Сайръс е певицата Доли Партън. Сайръс е била много близка с дядо си, демократичният политик Роналд Рей Сайръс. Майли сменила презимето си на Рей заради дядо си. Според баща ѝ: „Много хора казват, че Майли е сменила името си на Майли Рей, заради Били Рей, но това не е вярно. Тя го смени в почит на баща ми, защото двамата се обичаха от дъното на душите си.“.

### Личен живот
Сайръс е пансексуална.
Една от първите ѝ връзки е с актьора Тайлър Поузи, но двамата се разделят. От 2006 до 2007 г. е обвързана с Ник Джонас.
През 2009 г. Сайръс и Лиам Хемсуърт започват връзка по време на снимките на „Последната песен“. През 2012 г. Хемсуърт ѝ предлага брак. Сайръс първоначално приема, но на следващата година двамата разтрогват годежа си. Лиъм и Майли се събират отново 2 години по-късно. През декември 2018 г. двамата сключват брак. Сайръс и Хемсуърт се развеждат през януари 2020 г.

## Кариера

### 2001 – 2005: Начало на кариерата
През 2001 г., когато Сайръс е на осем, се премества в Торонто, Канада заедно със семейството си, докато баща ѝ снима сериала „Докторът“. Сайръс казва, че докато гледа баща си на снимачната площадка, тя се вдъхновява да започне кариера в същия бизнес. След като през 2001 г. баща ѝ я завежда да гледа филма Mamma Mia!, Майли му казва: „Това искам да правя, татко. Искам да съм актриса“. Тя започва да ходи на уроци по пеене и актьорско майсторство в Armstrong Acting Studio в Торонто. В първата си роля Сайръс играе момиче на име Кайли в сериала „Докторът“. През 2003 г. Сайръс играе младата Рути във филма на Тим Бъртън, Big Fish („Голяма риба“).
Kандидатства за главната роля, „Клоуи Стюарт“. След като изпраща нова касета и лети до Холивуд за още прослушвания, казват на Сайръс, че е прекалено млада за ролята. Въпреки това способностите ѝ да пее и да играе, подтикват продуцентите да я поканят за още няколко прослушвания. Сайръс получава ролята, вече кръстена на нея (Майли Стюарт), на дванадесет. Междувременно тя се явява на прослушване за филма The Adventures of Sharkboy and Lavagirl („Приключенията на Шаркбой и Лавагърл“), но не получава ролята.
След началото на кариерата на Майли, Тиш Сайръс подписва с Мичъл Госет, известен с откриването на млади таланти. За музикалната кариера на Сайръс, Тиш послушала съвета на Доли Партън, известна певица и кръщелница на Сайръс, и подписала с Джейсън Мури. „Доли каза, че Мури са хора, на които можеш да имаш доверие“, казва Тиш Сайръс, „и каза, че имат морал, което не е в границите на бизнеса“. Според списанието The Hollywood Reporter, съветът на Партън бил „най-добрият съвет, който Тиш можела да получи за това кой трябва да представя дъщеря ѝ“. След това бизнес мениджърът на Били Рей става бизнес мениджър и на Майли.

### 2006 – юни 2008: Хана Монтана
Хана Монтана се излъчва за първи път на 24 март 2006 г. в САЩ и има средно по 4 милиона зрители. От 2009 г. Дисни Ченъл плануват 4-ти последен сезон, през 2010 г.
Като главна героиня в „Хана Монтана“, Сайръс добива популярност сред децата и тийнейджърите, довеждащо до успешна певческа кариера. Първия ѝ запис е за четвъртото издание на ДисниМания с кавър на Джеймс Баскет. На 24 октомври Дисни издава първия саундтрак към Хана Монтана. Албумът дебютира под първо място в US Billboard 200 и продава 281 000 копия през първата седмица. На 26 юни 2007 г. излиза двойният албум Hannah Montana 2: Meet Miley Cyrus. Първият диск е втори саундтрак към Хана Монтана, а вторият – самостоятелен албум на Майли. След като се продава в повече от 3 милиона копия, той става платинен. Първото турне на Сайръс започва на 18 октомври 2007 г. и завършва на 31 януари 2008 с 69 концерта в САЩ. Тя пее като себе си и в ролята на Хана Монтана. Снима се и филм за турнето – Hannah Montana & Miley Cyrus: Best of Both Worlds Concert.

### Октомври 2013 – 2016: Bangerz ерата и животните
През 2013 г., Майли записва албума Bangerz и разбунва духовете. По онова време прави много промени върху себе си – започва да пуши трева, избира провокативна визия, провокативно държание, съсредоточавайки се върху хип-хоп и рап песни. Точно заради това в очите на едни Майли вече не е това, което е била преди, а в очите на други Майли става новата им фаворитка. Тя тръгва и на своето турне Bangerz Tour от 2013 до 2014 г. След това следва малка творческа почивка за Майли. През 2015 г. Майли пуска албума Miley Cyrus And Her Dead Petz. Става ясно, че Майли е събрала в едно песни за нейните мъртви животни. За албума прави турнето Milky Milk Tour. През 2016 Майли става част от журито на The Voice.

### Май 2017 – декември 2018
След голяма почивка Майли се завръща на сцената през май 2017 г. с новата си песен Malibu. Тя спира тревата, като казва, че иска да се фокусира върху кариерата си. Майли прекъсва всички връзки с хората, които са работили с нея по време на ерата на Bangerz, и казва, че за нея рап музиката е безсмислена и обидна. Тя представя пред публиката други две нови песни – Inspired и Week Without You. На 29 септември Майли пуска новия си албум Younger Now. Част от хората от публиката не са доволни от песните, друга част не обръщат внимание, а останалата част искат песни като от албума ѝ Bangerz и поради тази причина, тя не прави турне за албума. Самата тя разкрива, че не е очаквала да има интерес върху албума. През 2017 г. тя отново става жури в The Voice и е ментор на финалистка, която завършва на 3-то място. Двете записват нова версия на Wrecking Ball, както и нови песни на финалистката, налични само в Apple Music. Майли работи по нов албум през тази година, с композитори, които са доста известни и Грами носители.
През януари 2018 г. Майли пее на сцената на Грами със сър Елтън Джон. Тогава тя се среща със своя стар приятел Mike Will Made it и го нарича „моят ангел“. Майли си прави две фотосесии – за Св. Валентин и Великден. На 10 април 2018 г. се излъчва концертът на сър Елтън Джон, а Майли има честта да го открие. Майли записва две песни на Елтън Джон, под формата на кавъри за албум на Variours Artists, вдхъновен от Елтън – Bitch is Back и Don’t Let the Sun Go Down on Me. На 14 април Майли пуска снимка в социалните мрежи, като загатва, че се е завърнала в музикалното студио. На 29 ноември Марк Ронсън пуска своята колаборация Nothing Breaks Like A Heart с Майли Сайръс. На 14 декември излиза колаборация между Майли, Шон Оно Ленън и Марк Ронсон – Happy Xmas (War Is Over), която е кавър на световноизвестна коледна песен и по този начин Сайръс прави изненада за своите фенове.

## Социални дейности
Майли е поддръжничка на движението за борба с расизма „Блек Лайвс Метър“.

## Дискография

### Студийни албуми
- Meet Miley Cyrus (2007)
- Breakout (2008)
- Can't Be Tamed (2010)
- Bangerz (2013)
- Miley Cyrus & Her Dead Petz (2015)
- Younger Now (2017)
- Plastic Hearts (2020)
- Endless Summer Vacation (2023)
- Something Beautiful (2025)

### EP албуми
- The Time Of Our Lives (2009)
- SHE IS COMING (2019)

### Саундтрак албуми
- Хана Монтана (2006)
- Хана Монтана 2 (2007)
- Хана Монтана:Филмът (2009)
- Хана Монтана 3 (2009)
- Хана Монтана:Завинаги (2010)

### Live албуми
- Best of Both Worlds Concert (2008)
- ATTENTION: Miley Live (2022)

### Ремикс албуми
- Hannah Montana 2: Non-Stop Dance Party (2008)
- Hannah Montana Hits Remixed (2008)

### Официални сингли
- See You Again (2007)
- Start All Over (2008)
- 7 Things (2008)
- See You Again (Rock Mafia Remix) (2008)
- Fly on the Wall (2009)
- The Climb (2009)
- Party in the U.S.A. (2009)
- When I Look at You (2010)
- Who Owns My Heart (2010)
- Can't Be Tamed (2010)
- Can't Be Tamed (Rockangeles Remix) с Lil Jon (2010)
- Real And True с Future и Mr Hudson (2013)
- We Can't Stop (2013)
- Wrecking Ball (2013)
- Adore You (2013)
- Dooo it (2015)
- Malibu (2017)
- Inspired (2017)
- Younger Now (2017)
- Week Without You (2017)
- Nothing Breaks Like A Heart с Mark Ronson (2018)
- Happy Xmas (War Is Over) (Cover) с Sean Ono Lennon и Mark Ronson (2018)
- Mother's Daughter (2019)
- Slide Away (2019)
- Midnight Sky (2020)
- Heart of Glass (Cover) (2020)
- Edge of Midnight (Midnight Sky Remix) със Стиви Никс (2020)
- Prisoner с Дуа Липа (2020)
- Angels Like You (2021)
- Without You (Remix) с The Kid LAROI (2021)
- Nothing Else Matters (Cover) (2022)
- Flowers (2023)
- River (2023)
- Jaded (2023)
- Used to be Young (2023)
- Doctor (Work It Out) с Pharrell (2024)
- Easy Lover (2025)

## Видеоклипове
| Видеоклип                         | Премиера | Албум                                |
| --------------------------------- | -------- | ------------------------------------ |
| Start All Over                    | 2008     | Meet Miley Cyrus                     |
| 7 Things                          | 2008     | Breakout                             |
| Fly on the Wall                   | 2008     | Breakout                             |
| The Climb                         | 2009     | Hannah Montana: THE MOVIE Soundtrack |
| Party in the U.S.A.               | 2009     | The Time of Our Lives                |
| When I Look at You                | 2010     | The Time of Our Lives                |
| Can't Be Tamed                    | 2010     | Can't Be Tamed                       |
| Who Owns My Heart                 | 2010     | Can't Be Tamed                       |
| We Can't Stop                     | 2013     | Bangerz                              |
| Wrecking Ball                     | 2013     | Bangerz                              |
| Adore You                         | 2013     | Bangerz                              |
| Dooo it                           | 2015     | Miley Cyrus & Her Dead Petz          |
| BB talk                           | 2016     | Miley Cyrus & Her Dead Petz          |
| Malibu                            | 2017     | Younger Now                          |
| Younger Now                       | 2017     | Younger Now                          |
| Nothing Breaks Like A Heart       | 2018     | Late Night Feelings (Mark Ronson)    |
| Happy Xmas (War Is Over)          | 2018     |                                      |
| Mother's Daughter                 | 2019     | SHE IS COMING                        |
| D.R.E.A.M.                        | 2019     | SHE IS COMING                        |
| Slide Away                        | 2019     | SHE IS COMING                        |
| Midnight Sky                      | 2020     | Plastic Hearts                       |
| Prisoner                          | 2020     | Plastic Hearts                       |
| Angels Like You                   | 2021     | Plastic Hearts                       |
| Without You (Remix)               | 2021     |                                      |
| ATTENTION                         | 2022     | ATTENTION: Miley Live                |
| Flowers                           | 2023     | Endless Summer Vacation              |
| River                             | 2023     | Endless Summer Vacation              |
| Jaded                             | 2023     | Endless Summer Vacation              |
| Used to be Young                  | 2023     | Endless Summer Vacation              |
| Doctor (Work It Out) (с Pharrell) | 2024     |                                      |
| Prelude                           | 2025     | Something Beautiful                  |
| Something Beautiful               | 2025     | Something Beautiful                  |
| End of the World                  | 2025     | Something Beautiful                  |
| More To Lose                      | 2025     | Something Beautiful                  |
| Interlude                         | 2025     | Something Beautiful                  |
| Easy Lover                        | 2025     | Something Beautiful                  |
| Interlude 2                       | 2025     | Something Beautiful                  |
| Golden Burning Sun                | 2025     | Something Beautiful                  |
| Walk Of Fame (с Naomi)            | 2025     | Something Beautiful                  |
| Pretend You’re God                | 2025     | Something Beautiful                  |
| Every Girl You’ve Ever Loved      | 2025     | Something Beautiful                  |
| Reborn                            | 2025     | Something Beautiful                  |
| Give Me Love                      | 2025     | Something Beautiful                  |

## Турнета
- Best of Both Worlds Tour (2007 – 08)
- Wonder World Tour (2009)
- Gypsy Heart Tour (2011)
- Bangerz Tour (2014)
- Milky Milky Milk Tour (2015)
- ATTENTION Tour (2022)

## Филмография

### Филми
| Година | Заглавие на български                                    | Оригинално заглавие                                | Роля                      | Режисьор    | Бележки |
| ------ | -------------------------------------------------------- | -------------------------------------------------- | ------------------------- | ----------- | ------- |
| 2003   | „Голямата риба“                                          | Big Fish                                           | Рути                      |             |         |
| 2007   | „Училищен мюзикъл 2“                                     | High School Musical 2                              | Момиче до басейна         |             |         |
| 2008   | „Хана Монтана и Майли Сайръс – Най-доброто от два свята“ | Hannah Montana & Miley Cyrus – Best of Both Worlds | себе си                   | Главна роля |         |
| 2008   | „Гръм“                                                   | Bolt                                               | Пени                      | Глас        |         |
| 2009   | „Хана Монтана: Филмът“                                   | Hannah Montana The Movie                           | Хана Монтана/Майли Стюърт | Главна роля |         |
| 2010   | „Последната песен“                                       | The Last Song                                      | Вероника Милър            | Главна роля |         |
| 2010   | „Сексът и градът 2“                                      | Sex and the City 2                                 | себе си                   |             |         |
| 2011   | „Джъстин Бийбър: Никога Не Казвай Никога“                | Justin Bieber: Never Say Never                     | себе си                   |             |         |
| 2012   | „ЛОЛ“                                                    | LOL: Laugh Out Loud                                | Лола                      | Главна роля |         |
| 2012   | „Под прикритие“                                          | So Undercover                                      | Моли                      | Главна роля |         |
| 2025   | „Нещо красиво“                                           | Something Beautiful                                | себе си                   |             |         |

### Телевизия
| Година      | Заглавие на български     | Оригинално заглавие            | Роля                      | Режисьор    | Бележки |
| ----------- | ------------------------- | ------------------------------ | ------------------------- | ----------- | ------- |
| 2003        | „Докторът“                | Doc                            | Кайли                     | Гост        |         |
| 2006        | „Лудориите на Зак и Коди“ | The Suit Life On Zack and Cody | Майли Стюарт/Хана Монтана |             |         |
| 2006 – 2011 | „Хана Монтана“            | Hannah Montana                 | Хана Монтана/Майли Стюърт | Главна роля |         |
| 2007        | „Новото училище на царя“  | The Emperor's New School       | Ята                       | Глас        |         |
| 2007 – 2008 | „Смяна“                   | The Replacements               | Селибърти Стар            | Глас        |         |
| 2011 – 2013 | „На живо Събота вечер“    | Saturday Night Live            | домакин                   | 1 епизод    |         |
| 2012        | „Баламосания“             | Punk'd                         | домакин                   | 2 епизода   |         |
| 2013        | „Двама мъже и половина“   | Two and a Half Men             | Миси                      | 2 епизода   |         |
| 2019        | „Черното огледало“        | Black Mirror                   | Ашли О                    | 1 епизод    |         |